# العلاقات الكورية الشمالية الليبيرية
العلاقات الكورية الشمالية الليبيرية هي العلاقات الثنائية التي تجمع بين كوريا الشمالية وليبيريا.

## مقارنة بين البلدين
هذه مقارنة عامة ومرجعية للدولتين:
| وجه المقارنة                                              | كوريا الشمالية                        | ليبيريا      |
| --------------------------------------------------------- | ------------------------------------- | ------------ |
| المساحة (كم2)                                             | 120.54 ألف                            | 111.37 ألف   |
| عدد السكان (نسمة)                                         | 25.49 مليون                           | 4.73 مليون   |
| الكثافة السكانية (ن./كم²)                                 | 211.47                                | 42.47        |
| العاصمة                                                   | بيونغيانغ                             | مونروفيا     |
| اللغة الرسمية                                             | لغة كوريا الشمالية القياسية ‏          | لغة إنجليزية |
| العملة                                                    | وون كوري شمالي                        | دولار ليبيري |
| الناتج المحلي الإجمالي (بليون دولار)                      |                                       | 2.16 مليار   |
| الناتج المحلي الإجمالي (تعادل القوة الشرائية) بليون دولار |                                       | 3.76 مليار   |
| الناتج المحلي الإجمالي الاسمي للفرد دولار أمريكي          |                                       | 455          |
| الناتج المحلي الإجمالي للفرد دولار أمريكي                 |                                       | 842          |
| مؤشر التنمية البشرية                                      |                                       | 0.430        |
| رمز المكالمات الدولي                                      | +850                                  | +231         |
| رمز الإنترنت                                              | .kp                                   | .lr          |
| المنطقة الزمنية                                           | ت ع م+08:30، ت ع م+08:30، ت ع م+09:00 | 00           |

## منظمات دولية مشتركة
يشترك البلدان في عضوية مجموعة من المنظمات الدولية، منها:
| علم المنظمة | اسم المنظمة              | تاريخ انضمام كوريا الشمالية | تاريخ انضمام ليبيريا |
| ----------- | ------------------------ | --------------------------- | -------------------- |
|             | الاتحاد الدولي للاتصالات | ?                           | 10 أكتوبر 1927       |
|             | الاتحاد البريدي العالمي  | ?                           | ?                    |
|             | يونسكو                   | 18 أكتوبر 1974              | 6 مارس 1947          |
|             | الأمم المتحدة            | 17 سبتمبر 1991              | 2 نوفمبر 1945        |

## وصلات خارجية
- موقع وزارة الخارجية الكورية الشمالية
- موقع وزارة الخارجية الليبيرية